# Tramvia de València

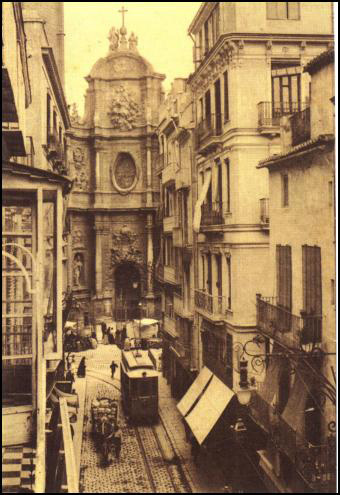
Escena tramviària a l'antic carrer de Saragossa amb la Seu al fons

La denominació de Tramvia de València respon a diferents xarxes ferroviàries urbanes al llarg del temps gestionades per diverses empreses. Actualment, es coneix com a "Tramvia de València" el servei de Metrovalència que circula per la superfície. La Història del Tramvia a València s'inicia l'any 1876 quan comencen a circular per la ciutat els primers tramvies arrossegats per cavalls. Entre l'última dècada del segle XIX i la primera del segle XX es finalitzà l'electrificació de tota la xarxa tramviària de València. Durant la major part del segle XX el tramvia fou el mitjà de transport públic més popular, fent fins i tot trajectes interurbans. L'any 1970, amb la popularització del transport privat, els nous autobusos urbans i l'estigma del tramvia, va circular l'últim tramvia de València. No seria fins a l'any 1994 quan els Ferrocarrils de la Generalitat Valenciana (FGV) van recuperar el terme de "Tramvia de València" indicant la seua "tornada" per a publicitar la posada en marxa d'un servei de tren urbà en superfície que faria part del recorregut de l'antic trenet de València.

## SVT

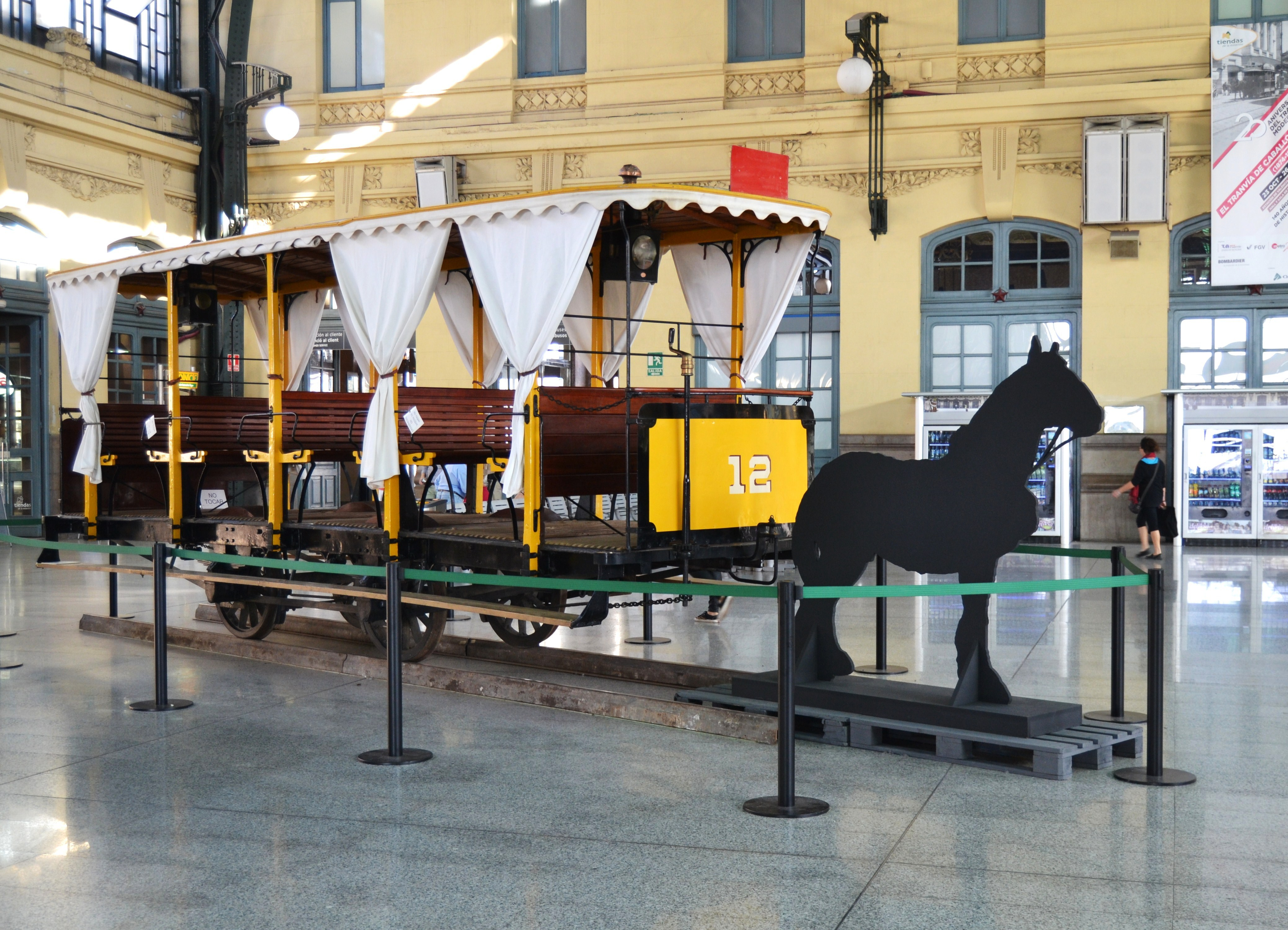
Tramvia de l'SVT de 1890

La Societat Valenciana de Tramvies (SVT) va ser creada el 16 de gener de l'any 1885 amb l'auspici de l'Ateneu Mercantil de València pel prohom valencià Juan Navarro Reverter, qui esdevindria el primer president de la companyia. Des del seus orígens, l'empresa fou coneguda amb el nom de "La Valenciana". Com ja s'ha dit abans, les primeres línies urbanes de la SVT consistien en tramvies de tracció animal. La SVT, a més de crear la xarxa urbana de tramvies, també va iniciar la construcció del que en poc temps es conegué com el trenet de València. Finalment, l'any 1917 la SVT quedà integrada dins de la Companyia de Tramvies i Ferrocarrils de València (CTFV).
Aquestes són les línies de tramvies urbans:
- Línia Interior Diagonal (Russafa-Portal de Quart)
- Línia Circumval·lació (Glorieta-Quart/St Josep)
- Línia a l'Estació de Marxalenes (Marxalenes-Serrans)
- Circumval·lació del Poble Nou de la Mar (Canyamelar-Grau)
- Moll de Caro als Banys de la Florida (Grau-Florida/Carabiners)

## CTFV

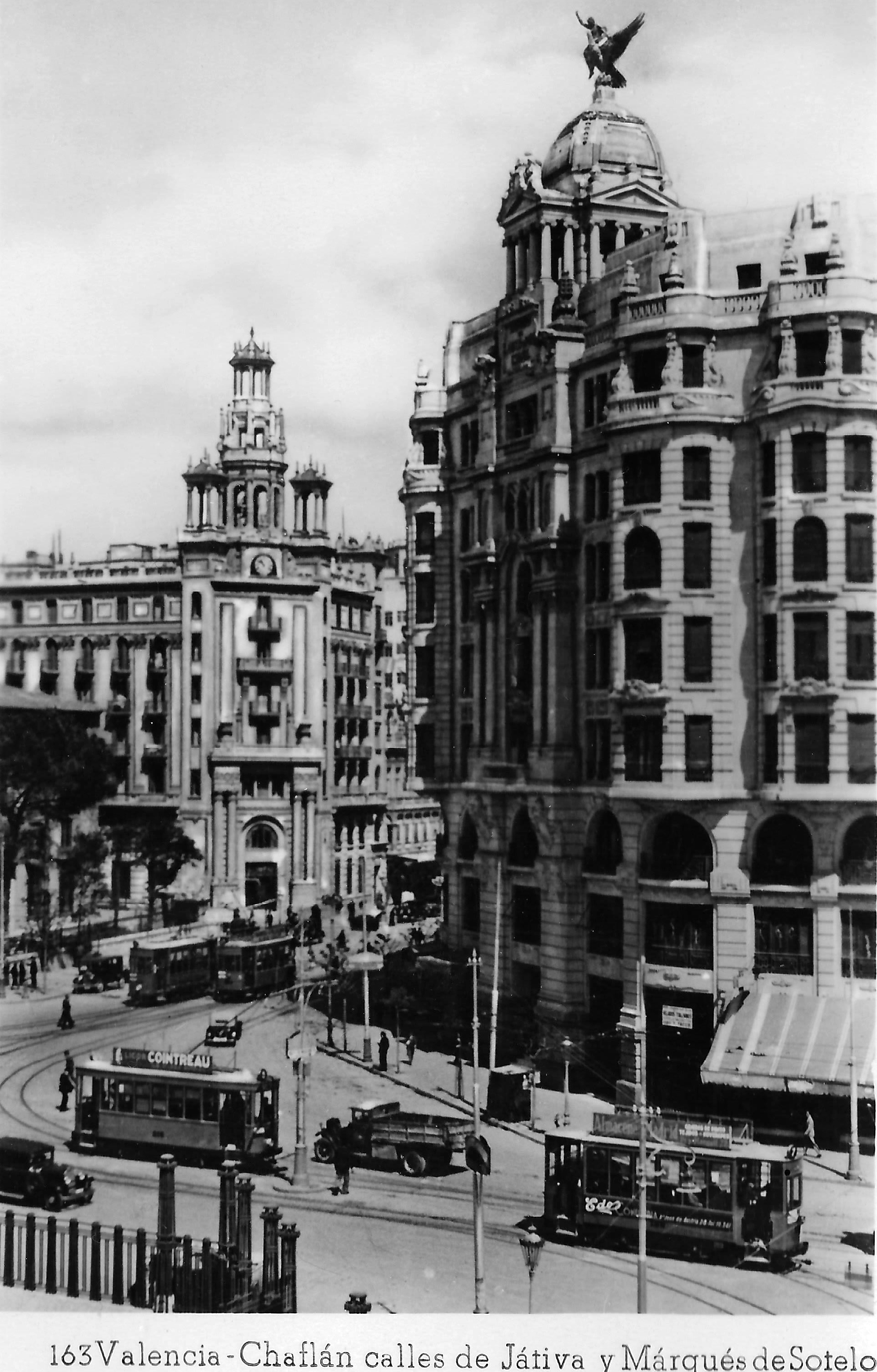
Tramvia de la CTFV al carrer de Xàtiva als anys 1930

## FGV

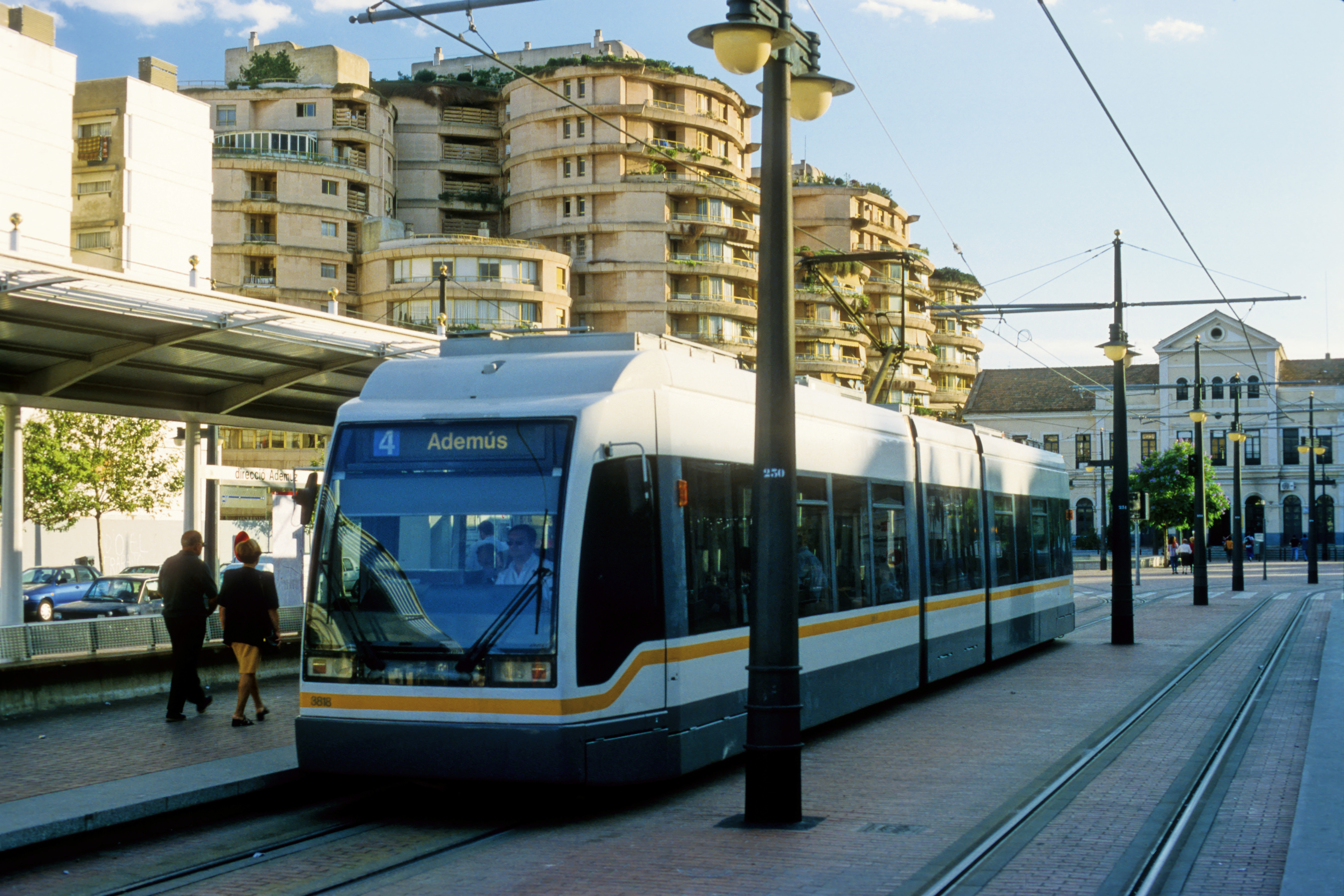
Tramvia de la línia 4 de Metrovalència a l'estació del Pont de Fusta (1998)

L'any 1994, els Ferrocarrils de la Generalitat Valenciana (FGV), van posar en marxa una línia de ferrocarril lleuger que faria l'àntic recorregut nord del trenet de València des de l'estació del Pont de Fusta fins a la d'Empalme, en el que seria conegut poc després com a línia 4. La posada en marxa del servici fou profusament publicitada com el "retorn del tramvia a la ciutat de València". Posteriorment, la línia quedaria integrada l'any 1998 en la marca "Metrovalència" amb la resta de línies subterrànies de FGV a l'àrea metropolitana de València. La segona "línia tramviària" de la xarxa fou la línia 6, inaugurada l'any 2007 i que enllaça Els Orriols amb el Cabanyal. L'última línia construïda (2021) és la línia 8, que inicià les seues obres l'any 2007 i inicià el servici l'any 2015; es tracta de la línia més curta de tot Metrovalència i el ser recorregut es troba íntegrament al districte dels Poblats Marítims. Actualment es troben en construcció les línies 10, 11 i 12, que tindran un recorregut mixte sotat terra i de les quals s'espera la seua inauguració en poc temps.
Aquestes són les línies considerades per FGV com a "tramvies":
- Línia 4
- Línia 6
- Línia 8
- Línia 10
- Línia 11
- Línia 12